# Noah Bischof
Noah Bischof (* 7. prosince 2002) je rakouský fotbalista, který hraje jako záložník za Rapid Vídeň.

## Reprezentační kariéra
Bischof byl poprvé povolán do reprezentace do 21 let na zápasy kvalifikace na mistrovství Evropy proti Chorvatsku a Norsku v březnu 2022, do zápasů ale nenastoupil. V reprezentaci do 21 let debutoval dne 17. listopadu 2022 v přátelském utkání proti Turecku, kde po poločase střídal Christopha Langa.